# LG 트윈스
LG 트윈스(LG Twins)는 대한민국 서울특별시를 연고지로 하는 KBO 소속 프로 야구단이다. 주식회사로서 LG그룹의 계열사이다. 서울특별시 송파구 잠실동에 있는 서울종합운동장 야구장을 두산 베어스와 함께 공동 홈구장으로 사용하고 있다.
1982년 1월 26일에에 'MBC 청룡'으로 창단되었고, 1990년  1월 18일에 인수조인식을 통해 인수 작업을 완료하였고 1990년 3월 15일에 LG 트윈스로 공식 창단식을 거행하였다. LG 트윈스 창단 첫 해인 1990년에 백인천 감독 하에서 한국시리즈 우승을 차지하였고, 이어 1994년에 2번째 한국시리즈 우승을 차지했다. 하지만 이후 암흑기가 찾아온다. 서울종합운동장 야구장을 두산 베어스와 함께 홈 구장으로 사용 중이다. 2009년부터 홈경기에서 두산 베어스와는 달리 중앙 펜스를 4미터 앞당긴 X CANVAS ZONE(구 X-ZONE)의 설치로 좌우 펜스는 100m로 동일하나 중앙 펜스를 121m로 조정하여 운영하였다. 2010 시즌에는 X CANVAS ZONE에서 INFINIA ZONE으로 명칭을 바꾸어 사용하였고 2011년부터 사용하지 않기로 결정하였다.
한국 시리즈 진출 0회. 우승 횟수 0회. 또한 2013년에는 2002년 이후 11년 만에 포스트시즌에 진출하였으나, 플레이오프에서 4위 두산 베어스에게 패배하여 한국시리즈 진출이 좌절되었다. 2014년에는 정규시즌 4위로 준플레이오프에 진출해 3위 NC 다이노스에게 승리를 거두고 플레이오프에 진출하였으나, 플레이오프에서 2위인 넥센 히어로즈에게 패배하였다. 2016년, 정규시즌 4위로 와일드카드에서 5위 KIA 타이거즈에게 승리를 거두고 준플레이오프에서 3위 키움 히어로즈에게 승리를 거두었지만 플레이오프에서 2위 NC 다이노스에게 패배하였다. 2019년에는 정규시즌 4위로 와일드카드에서 5위 NC 다이노스에게 승리를 거두고 준플레이오프에서 3위 키움 히어로즈에게 패배하였다. 2020년, 정규시즌 4위로 와일드카드에서 5위인 키움 히어로즈에게 승리를 거두고 준플레이오프에서 3위 두산 베어스에게 패배하였다. 2021년, 정규시즌 3위로 준플레이오프에서 4위인 두산 베어스에게 패배하였다. 그리고, 드디어 2023년 정규리그 1위로 한국시리즈 직행을 했으며, 한국시리즈 상대로 플레이오프를 거쳐서 올라온 KT 위즈를 만나 1차전을 내 줬으나 2, 3, 4, 5차전에서 4연승을 거두며 1994년 이후 29년만에 V3에 성공함으로써 패권을 움켜쥐었다.
2024년 투수진이 붕괴되었음에도 2위라는 성적을 거두고있다.

## 역사

### MBC 청룡 (1982년~1989년)
1982년 1월 26일에 MBC 청룡이 창단됐고, 한국 프로야구 개막전인 1982년 3월 27일 동대문야구장에서 삼성을 상대로, 연장 10회 말 삼성의 투수 이선희를 상대로 이종도가 끝내기 만루 홈런을 터뜨리면서 11:7로 극적인 승리를 거둬, 한국 프로 야구 사상 최초의 승리팀으로 기록되었다.
한국프로야구 출범당시 리그의 흥행을 위해 서울특별시 연고지로 하고 동대문야구장을 홈 구장으로 사용했으나, 이후 서울종합운동장 야구장으로 홈구장을 이전하여 사용, LG 트윈스에 이르는 현재까지 서울을 연고로 하는 구단이다. 역대 프로 야구 팀 중 유일하게 구단 명칭을 영어식 이름이 아닌 한자식 이름으로 사용했다.
1983년 후기 리그에서 우승을 차지하면서 한국시리즈에 진출하게 되지만, 해태 타이거즈에게 1무 4패로 무릎을 꿇으면서 준우승을 차지하였다.
1989년 MBC 문화방송 노-사간 합의에 의하여 MBC 청룡을 매각하기로 의결했고, 한일그룹, 대우그룹, 일화 등이 MBC 청룡 인수 물망에 올랐으나 최종적으로는 가장 먼저 움직인 럭키금성그룹에게 매각되며 팀명을 LG 트윈스로 변경하며 8년 간의 짧지만 긴 MBC의 역사가 끝나게 된다.

### LG 트윈스 창단과 1990년
LG 트윈스의 초대 감독은 MBC의 초대이자 마지막 감독이던 백인천이었다. 창단 첫 해 LG 트윈스는 신인 포수 김동수와 베테랑 노찬엽, 김상훈 등이 타선에서 핵심으로 활약했었고, 투수에서는 김용수, 정삼흠이 활약하며 1990년, 창단 첫 해 LG 트윈스는 정규시즌 1위를 기록하여 한국시리즈에 직행했고, 한국시리즈에서 삼성 라이온즈를 상대로 4전 전승하여 그 해 우승을 차지하였다.
이 우승 이후 10년간 LG는 꾸준히 좋은 성적을 기록하며 일명 '신바람 야구', LG의 전성기가 열리게 된다.

### 1994년~1998년
이광환 감독 특유의 스타일인 '자율 야구' 아래에서 1994년에 신인 3인방, 유지현, 김재현, 서용빈과 좌완 파이어볼러 '야생마' 이상훈, 마무리 투수 '노송' 김용수 등의 대활약에 힘입어 81승 45패 (승률 0.643)이라는 압도적인 성적으로 2위 태평양 돌핀스를 무려 11.5게임차로 밀어내며 정규 리그 1위를 확정지었다.
플레이오프에서 한화 이글스를 3전 전승으로 격파한 태평양 돌핀스와 가진 1994년 한국시리즈에서, 1차전 연장 11회말 김선진의 끝내기 홈런을 통한 승리를 시작으로 내리 4연승으로 달리면서 두 번의 우승을 모두 시리즈 스코어 4승으로 스윕하여 우승하는 진기록을 세우면서 구단 2번째 우승을 차지하게 되며 이광환 감독은 우승 뒤 3년 재계약을 맺게 된다. 이듬해 1995년에도 작년보다 더 좋은 성적을 기록해 MVP 후보에 까지 올랐던 이상훈과 30대 후반이라는 많은 나이임에도 마무리 투수를 맡으며 30 세이브를 기록한 김용수의 맹활약에 힘입어 OB 베어스에 0.5게임차 뒤진 2위로 포스트 시즌에 합류하며 우승을 노렸으나, 플레이오프에서 롯데 자이언츠에게 시리즈 스코어 2승 4패로 패배를 하며 아쉽게 마무리를 짓게 된다.
이후 1996년 세대교체 실패 및 부상선수 속출 등으로 팀 전력이 크게 약화되어 정규 시즌 7위에 그치며 이광환 감독이 시즌 중 해임되었고 후임으로 수석코치 천보성이 감독으로 임명되었다. 그럼에도 1997년에는 이병규와 임선동, 차명석 등의 활약에 힘입어 정규시즌 2위를 기록했다. 포스트 시즌에서 쌍방울 레이더스를 상대로 승리하고 플레이오프에 진출한 삼성 라이온즈를 맞게 되었고, 서용빈의 활약 등으로 삼성 라이온즈를 꺾고 한국시리즈까지 진출했으나 해태 타이거즈에게 1승 4패로 패하며 준우승에 머물렀다. 1998년에도 정규 리그 3위를 기록하며 준플레이오프에서 OB 베어스, 플레이오프에서 삼성 라이온즈을 꺾으며 한국시리즈까지 진출했으나 한국시리즈에서 현대 유니콘스에게 시리즈 스코어 2승 4패의 패배를 당하며 준우승에 그쳤고, 이 해를 마지막으로 '신바람 야구'라 불렸던 황금기를 마감하게 되는데 천보성 감독은 팀의 마무리 투수였던 앤더슨이 중반 이후 부진을 보이자 1996년 중반부터 선발로 전향한 김용수를 선발-중간 계투-마무리로 마구잡이 투입시키는 소강수를 뒀으며 이 탓인지 김용수는 선발로만 17승을 거둔 현대 정민태 때문에 삼성 스콧 베이커와 15 선발승으로 선발승 공동 2위에 머무른 데다 정규시즌 MVP도 홈런-타점 2관왕인 OB 우즈에게 빼앗기는 수모를 당했다.

### 1999년~2002년
1999년 매직 리그, 드림 리그로 나뉘어 양대 리그 체제의 출범에 따라 LG 트윈스는 삼성 라이온즈, 한화 이글스, 쌍방울 레이더스와 함께 매직 리그에 속하며 새로운 시즌을 맞이하였다. 하지만 삼성과 한화에게 큰 경기 차로 밀리며 매직리그 3위에 그쳐 플레이오프 진출에 실패하였고 천보성 감독이 물러나게 된다. 전년도 주전 마무리였던 앤더슨이 쌍방울로 이적하자 1996년 중반부터 선발로 전향한 김용수를 마무리로 돌렸지만 최향남이 시즌 막판 장염 때문에 1군 엔트리에서 제외되어 선발로 보직 변경시키기도 하였다. 뒤이어 MBC 시절 원년 멤버이자 1990년 한국시리즈 우승 멤버 출신 이광은 감독이 취임하며 새로운 시즌을 준비한다.
이듬해 2000년 시즌, 67승 3무 63패(승률 0.515)를 기록하며 매직리그 1위에 올라 플레이오프에 다시 진출하게 된다. 하지만, 드림리그 2위였던 두산 베어스에게 시리즈 스코어 2승 4패로 패하며 다시 한 번 시즌을 마감하고 마는데 마는데 주변 코치들의 만류에도 마무리로 장문석을 계속 밀어붙인 것이 시리즈 패배의 결정적인 원인으로 작용하였다.
더군다나, 이광은 감독이 옛 스승 김동엽 감독 스타일(스파르타식 훈련)을 길들여 반발이 작용했으며 이 과정에서 최고참 김용수가 이광은 감독과 선수단 장악 문제를 놓고 불화를 빚어 2000년 시즌 후 은퇴식 없이 옷을 벗었으며 이 같은 충격 탓인지 2001년 시즌부터 다시 양대 리그가 통합되면서 단일 리그로 진행되었다. 하지만 LG 트윈스는 시즌 내내 부진을 겪었다. 결국 그 해 5월 16일 이광은 감독을 해임하고 시즌 중 수석코치로 올린 김성근을 1군 감독 대행으로 올려 시즌을 치르는 초강수를 두었으나 결국 4위와 1경기 차로 정규 시즌 6위에 그치고 말았다. 시즌 후 김성근이 LG 트윈스의 정식 감독으로 승격되었으나 전임 이광은 감독이 옛 스승 김동엽 감독 스타일(스파르타식 훈련)을 길들인 것처럼 스파르타식 훈련으로 일관해 프런트와 럭키회 등에서 이광은 김성근 두 감독에 대한 반감이 심해지기도 했다.
2002년 김성근 감독의 지도 아래서 66승 6무 61패를 기록하며 2경기 차이로 두산 베어스를 누르고 4위로 포스트 시즌에 턱걸이하게 된다. 하지만, 준 플레이오프에서 1루수 최동수의 활약으로 현대를 2승으로 스윕했고, 플레이오프에서 신인 외야수 박용택의 활약으로 KIA를 시리즈 스코어 3승 2패로 누르며 1998년 이후 4년 만에, 4위 팀으로는 통산 3번째로 한국시리즈 진출에 성공한다. 삼성을 꺾었던 1990년 한국시리즈 우승 이후 삼성 라이온즈와 리턴 매치를 갖게 되었다.
2002년 한국시리즈에서 삼성 라이온즈의 압도적 승리가 예상되었음에도 불구하고 LG 트윈스는 시리즈를 비교적 잘 이끌어 나가며 승부를 6차전으로 넘기게 되어 승부는 알 수 없게 되었다. 하지만 준 플레이오프부터 경기한 선수들이 지친 데다가 불펜에 과부하가 걸리기 시작했고, 대구에서 열렸던 6차전에서는 9회말까지 9:6으로 유리하게 앞서 나가다가 9회 말 구원 등판한 이상훈이 이승엽에게 3점 동점 홈런을 맞았고, 이상훈을 이어 등판한 최원호가 마해영에게 백투백 솔로 끝내기 홈런을 맞으면서 삼성 라이온즈 최초의 한국시리즈 우승을 헌납하였다. 2002년 한국시리즈는 양 팀의 알 수 없었던 경기 흐름 때문에 많은 야구 팬들에게는 한국시리즈 사상 최고의 명승부로 화제가 되고 있는 시리즈다. 하지만, 예상 외의 좋은 성과를 이룬 김성근 감독의 유임이 확실해 보였으나, 1993년부터 1998년까지 LG 야구,축구,씨름,배구단장을 거쳤지만 다른 계열사로 발령이 나서 야구단을 떠났다가 2001년 시즌 후 LG스포츠 사장으로 부임한 어윤태 전 LG 야구단 단장과 럭키회가 신바람 야구가 아니다라고 주장하며 한국시리즈가 끝난 후 해임, 좋지 않은 마무리를 보이고 마는데 김성근 감독은 어윤태 사장의 전임 사장이 임명한 사람이라 어윤태 사장과 불화가 더욱 심했다.
2002년 한국시리즈 이후 김성근 감독을 해임한 LG 트윈스는 급격히 내리막길로 치닫았고, 2003년부터 2012년까지 포스트 시즌 진출에 실패해 잃어버린 10년을 겪으며 고난의 시간을 보내야 했다. 이를 두고 "김성근의 저주"라는 말이 나오기도 했다.

### 2003년~2006년
전임 이광은 감독이 옛 스승 김동엽 감독 스타일(스파르타식 훈련)을 길들인 것처럼 스파르타식 훈련으로 일관해 프런트와 럭키회 등에서 반감을 산 데 이어 2002년 한국시리즈 준우승에 머물렀다는 것과 1998년까지 LG 야구,축구,씨름,배구단장을 거쳤지만 다른 계열사로 발령이 나서 야구단을 떠났다가 2001년 시즌 후 LG스포츠 사장으로 부임한 어윤태 전 LG 야구단 단장 등 구단 고위층과 2002년 시즌 내내 마찰을 빚은 데 이어 LG의 팀 컬러와 감독의 스타일이 맞지 않는다는 이유로 김성근 감독이 해임되면서 팀 성적이 다시 급격히 추락하게 되는데 김성근 감독은 어윤태 사장의 전임 사장이 임명한 사람이라 어 사장과 불화가 더욱 심했다.
이 과정에서 팬 클럽 회원 30여 명이 2002년 11월 26일 오후 7시에 어윤태 당시 사장과 유성민 당시 단장 동반 퇴진 결의를 요구하였는데 2003년에 1994년 한국시리즈 우승의 주역 이광환 감독을 복귀시키며 야심차게 우승을 노렸다. 11승을 기록한 좌완 에이스 이승호의 활약을 필두로 시즌 중반 때만 해도 상위권을 유지해 오다가 중후반 무렵 가면서 점점 떨어져 갔고 결국 정규리그 6위에 그치며 이광환 감독은 사임 의사를 표명하고 2군 감독으로 내려갔다. 2004년에 후임으로 이순철 수석코치가 감독으로 임명되었다.
그러나 이순철 감독 시절 LG 트윈스는 팬들이 기대했던 것 이하로 크게 부진하였고 일정한 야구 스타일을 보여 주지 못해 계속해서 추락의 늪으로 빠지게 된다. 2004년·2005년 6위, 2006년 최하위 8위에 그치며 한계를 절감한다. 특히나 오랫동안 팀을 이끌었던 유지현, 김재현, 이상훈 등이 2002년 한국시리즈 준우승 이후 구단과의 갈등으로 차례로 팀을 떠났으나 팀에서 별다른 인재들이 나오지 않은 것이 큰 타격이 되었다. 이순철 감독은 2006년 시즌 중 물러났고 어윤태 사장은 2004년을 끝으로 LG스포츠 사장직에서 물러났으며 유성민 단장은 2005년을 끝으로 야구단 단장직에서 사퇴하였다.
FA로 영입하였던 홍현우는 먹튀 논란을 불러 일으키며 2004년 11월에 계약이 끝난 후 KIA 타이거즈로 2:2 트레이드되었고, 이 트레이드 때 같이 간 중견수 이용규는 트레이드된 이후 KIA 타이거즈의 테이블 세터로 맹활약하여 LG에게는 마이너스가 되었다.
2005년 시즌 후 KIA 타이거즈와 또 한 차례 3:3 트레이드를 단행했으나 양 팀 모두 별다른 이득을 내지 못했고, 이 트레이드 상대 선수들 중 트레이드된 후 곧바로 상무에 입대하여 병역을 마친 서동욱만이 뒤늦게 멀티플레이어로써 빛을 보았다.

### 2007년~2009년
절치부심한 LG 프런트는 2006년 시즌이 끝난 뒤 1990년 한국시리즈 우승 멤버이자 현대 유니콘스에서 4회 우승을 이룬 김재박 감독을 영입하고, 두산 베어스에서 FA를 선언한 투수 박명환을 영입해 오면서 새롭게 시즌을 맞을 준비를 하게 되는데 이들 중 김재박 감독은 1991년 시즌 후 백인천 감독 후임 물망에 한때 거론됐으나 연륜·경험부족 등의 이유 뿐 아니라 다음 해 태평양으로 무상 트레이드되는 바람에 좌절됐으며 정동진 전 삼성 감독에게도 백인천 감독 후임 제안이 갔는데 정 감독의 친형이 당시 LG(당시 럭키금성)그룹 상무로 근무했었던 것으로 풀이되지만 태평양 감독으로 가면서 불발됐고 LG스포츠(당시 럭키금성스포츠)에서 판촉과장으로 근무한 적이 있었던 허구연 MBC 야구해설위원에게도 백인천 감독 후임 제안이 갔었다. 이러한 준비와 함께 이대형, 그리고 급성장한 조인성 등의 활약과 함께 삼성과 막판 4강 경쟁을 벌이는 듯 뭔가 달라진 모습을 보여 줬으나, SK전에서 저지른 김우석의 실책으로 분위기가 가라앉았고 막판 접전 끝에 5위에 그치며 가을 야구에 참가하지 못하게 된다. 그래도 희망적인 모습을 보여주며 2007 시즌을 마치게 됐다.
그렇게 맞은 2008 시즌은 작년 팀을 이끌었던 박명환의 부상, 돌아온 박용택과 거액 FA 계약을 체결했던 조인성의 부진과 맞물리면서 시즌 중반 용병으로 영입된 투수 크리스 옥스프링과 1루수 로베르토 페타지니의 맹활약에도 불구하고 46승 80패(승률 0.365)에 그치며 불과 2년 만에 치욕적인 8위를 다시 경험한다.
2009 시즌, 또다시 절치부심으로 SK 와이번스에서 활약하던 이진영과 히어로즈에서 뛰던 정성훈을 영입하며 한 해를 준비한 LG는 시즌 한 때 강력한 타력을 바탕으로 2위까지 치고 오르며 기세 좋은 모습을 보여 줬으나, 용병 크리스 옥스프링의 뜻밖의 팔꿈치 부상과 급격한 투수진 붕괴를 이겨내지 못하고 또다시 7위를 기록하며 부진을 이어나가게 된다. 이 와중 박용택이 분전하며 타격왕을 차지하나, 큰 논란을 불러일으켰다. 결국 2009년 시즌이 마감된 후 큰 기대를 모으며 취임했던 김재박 감독은 별 성과 없이 계약 기간이 만료되어 물러났다. 특히 2009년 김상현의 트레이드는 LG 트윈스에게 이용규의 트레이드와 더불어 뼈아픈 트레이드가 되었다.

### 2010년~2011년
김재박 감독이 성적 부진 및 계약 기간 만료로 물러난 뒤 당시 두산 베어스의 2군 감독을 맡았던 박종훈 감독을 영입한 LG는 현금 트레이드를 통해서 넥센 히어로즈의 외야수 이택근을 영입했고 넥센 히어로즈에서 방출된 좌투수 이상열을 좌완 불펜 강화 차원에서 영입하여 2010년 시즌을 준비하게 된다. 그러나 시즌 개막과 동시에 여러 잡음이 발생하게 되는데, 4월 2일 투수 이형종이 자신의 미니홈피에 박종훈 감독을 비난하는 글을 올려 파문이 일었고, 에이스 봉중근의 부인이 봉중근이 2군행을 통보받자 그의 미니홈피에 박종훈 감독을 비난하는 글을 올렸다가 삭제하는 사건이 발생하기도 했다. 이형종은 5월 16일 잠실에서 열린 롯데 자이언츠와의 경기에 선발 투수로 등판해 5이닝 2실점으로 프로 데뷔 첫 선발승을 신고했으나, 이후 부상으로 2군에 다시 내려가 또 다시 잡음을 일으킨 뒤 8월 10일에 임의탈퇴 공시되었다. 그리고 방황 끝에 2013년에 복귀를 선언하였다. 그 해 7월에는 투수 서승화가 자신의 홈페이지에 야구를 그만두겠다는 발언 등 안팎으로 홍역을 치른 LG는 SK 와이번스와의 4:3 트레이드로 투수 박현준, 김선규, 포수 윤상균의 영입 및 그 해 맹타를 휘두르며 골든 글러브를 받은 포수 조인성의 맹활약에도 불구하고 그 해 57승 71패 5무(승률 .429)로 6위에 그치면서 포스트 시즌 진출에 실패하게 된다.
2011년 LG는 시즌 초반 잠깐이지만 1위에 오르는 등 승승장구하게 된다. 에이스 봉중근이 팔꿈치 부상으로 토미 존 수술을 받게 되어 시즌을 마감했지만, 선발 투수 빅 3라 불리는 박현준과 레다메스 리즈, 벤자민 주키치의 활약으로 8개 구단 중 30승에 선착했고, 승패마진이 +10까지 올려놓았다. 그러나, 6월 17일 잠실 SK전에서 마무리로 등판한 고졸 신인 투수 임찬규가 9회초 2사 후 밀어내기 4실점으로 역전패 당한 이후 페이스가 흔들리기 시작하더니, 7월 21일 목동에서 열린 넥센 히어로즈와의 3연전을 모두 패하면서 승패마진이 0으로 추락하면서 시즌 전반기를 마치게 된다. 그 해 유난히 넥센 히어로즈만 만나면 치열한 경기가 펼쳐져서 엘 클라시코를 본뜬 LG 트윈스와 넥센 히어로즈의 새로운 서울 더비를 나타내는 신조어인 엘 넥라시코라는 말이 만들어졌다. 7월 31일 트레이드 마감 시한을 3시간 남기고 넥센 히어로즈와의 트레이드로 투수 심수창과 내야수 박병호를 내주고 투수 송신영과 김성현을 영입하는 두고두고 회자될 만한 역대급 실수를 저지르며 분위기 반전을 꾀했으나, 다소 늦은 감이 있었다. 8월 3일 문학 SK전에서 끝내기 역전패를 당한 이후 LG는 5위로 떨어졌고, 9월 24일 잠실 SK전 패배로 9년 연속 포스트 시즌 진출에 실패하게 됐다. 이는 KBO 리그 사상 최초의 일이다. 한편 시즌 초 투수 오상민이 사적인 잡음을 일으켜 일찌감치 웨이버 공시되었고, 8월에는 투수 이범준이 투수들이 많이 들어와 설 자리가 없어진다고 자신의 트위터에 불만을 표시하기도 하였다. 시즌 후에는 서승화가 또 다시 온라인에서 잡음을 일으켜 선수단 내부가 여전히 어수선했다. 서승화는 시즌 후 방출당했다.

### 2012년
2011년 10월 6일 삼성과의 최종전을 마친 후 외야수 출신 감독의 한계를 넘어서지 못한 박종훈 감독은 성적 부진의 책임을 지고 사임했고, 후임으로 수석코치 김기태가 취임했다. 그러나 그 해 시즌 후 스토브 리그에서 FA를 선언한 선수 중 투수 이상열만 잡는 데 그쳤고 이택근, 송신영, 조인성을 잃어 전력 출혈까지 생겼다. 게다가 2012년 2월 14일 투수 박현준과 김성현이 승부조작 사건에 휘말려 검찰 조사를 받았다. 김성현은 2월 28일 긴급 체포되어 승부 조작 사실을 시인했고, 박현준도 3월 2일 검찰 조사에서 승부조작 브로커와 김성현과의 대질심문 끝에 승부조작 사실을 일부 시인했다. 3월 5일 KBO는 박현준과 김성현에 대해 일단 야구 활동 정지 처분을 내렸고, 추후 형사 처벌이 확정되면 영구 제명 등의 강력한 중징계를 가할 방침이라고 발표했다. 또한 LG도 3월 6일 이들 두 선수를 방출했고, KBO에 영구 제명을 요청하게 되고 동시에 제명안이 확정되었다. 3월 14일 검찰 수사 결과 김성현은 구속 기소, 박현준은 불구속 기소로 최종 결정됨으로써 두 사람은 사실상 선수 생명이 끝나게 되었다. 이 사건으로 2010년 SK, 2011년 넥센을 상대로 한 LG의 트레이드는 또다시 실패로 끝나게 되었다. 결국 시즌 시작 전에 전력 출혈이 크게 생긴 LG는 우려했던 대로 2012년 정규 시즌 7위에 그치며 10년 연속 포스트시즌 진출 실패이자 두자릿수 연속 포스트시즌 진출에 실패한 최초의 팀이 되었다. 그나마 김기태 감독이 부임한 이후 팀 내 선수진에서 잡음이 없어진 것은 큰 소득이었다.
2012년 FA 시장에서 삼성 라이온즈의 우완 불펜 투수 정현욱을 기간 4년 간 총액 28억 6천만 원의 조건으로 영입하는 데 성공했다. 또한 내부 FA였던 이진영과 정성훈을 일찌감치 FA 우선협상 기간 초기에 각각 4년 간 총액 34억 원에 계약, 팀에 잔류시키면서 성공적인 내부 단속과 함께 FA 시장을 마무리했다.
2012년 12월 14일 삼성 라이온즈와 구단 간 최초로 트레이드를 단행했다.(현재윤, 김효남, 손주인 (삼성→LG) ↔ 김태완, 정병곤, 노진용 (LG→삼성)
한편, 2013년 1월에는 해외파 특별 지명을 받았던 투수 류제국이 병역을 마치고 입단을 확정하였다.

### 2013년
5월 중순에는 7위까지 쳐졌으나 5월 17일 SK전부터 6월 23일 삼성전까지 일명 '운명의 33연전'에서 22승 9패(우천취소 2경기)라는 놀라운 승률을 기록하였으며, 6월 30일 SK전에서 승리하면서 10연속 위닝 시리즈를 달성하였다. 시즌 종료를 2경기 앞두고 자력으로 플레이오프에 직행할 수 없는 상황이 되었으나 10월 5일 서울종합운동장 야구장에서 열린 두산과의 시즌 최종전에서 승리하였고, 2위를 눈앞에 두었던 넥센 히어로즈가 같은 시각 한밭종합운동장 야구장에서 열린 한화 이글스전에서 데니 바티스타의 12탈삼진 호투에 마무리 송창식의 역투로 막혀 패하고 말았다. 이에 따라 LG는 극적으로 2위를 확정지으며 플레이오프 직행에 성공, "잃어버린 10년"을 청산했다. 11년만의 포스트시즌 진출이자, LG의 플레이오프 직행은 1997년 이후 16년 만이었다. 같은 날 마무리 투수 봉중근은 한 시즌 팀 최다 세이브(38세이브)를 달성하였다. 또한 이날 경기 후에는 1루수 최동수의 은퇴식이 열렸다. 하지만 플레이오프에 직행한 LG 트윈스는 준플레이오프에서 리버스 스윕을 하고 올라온 두산 베어스에 플레이오프에서 3-1로 패하면서, 2013년 한국시리즈 진출에 실패했다.
2013년의 선전의 배경에는 각각 타율 부문 1, 3, 4, 10위를 차지한 이병규, 이진영, 박용택, 정성훈을 비롯한 베테랑 야수들의 활약과 정의윤, 김용의, 문선재, 손주인 등 신진 세력의 성장이 있었으며, 봉중근, 이동현 등 건재한 불펜과 2년 만에 10승 투수 3명(류제국, 레다메스 리즈, 우규민)이 등장한 선발진은 팀 평균자책점 1위 (3.72)를 달성하였다.

### 2014년
2014년 4월 23일 시즌 개막 후 17게임만 진행된 상태에서 김기태 감독이 성적 부진으로 사의를 표명하면서 조계현감독 대행이 잠시 팀을 이끈다. 김기태 감독의 사퇴 이후 2014년 시즌에서 가장 마지막으로 10승을 달성한다. 이후 2014년 5월 11일 넥센전 이후 양상문 MBC Sports+ 해설위원을 신임 감독으로 맞이 하게 된다. 그 이후로 팀을 잘 이끌며 중반에는 중위권까지 끌어올렸다. 후반기에는 황목치승 등 2군에서의 선수를 끌어올리면서 4위에 안착하였다. 하지만 최종전에서 10월 17일에 롯데에 패하여 2014년 KBO 포스트시즌 진출이 어려워지는 듯했으나 넥센 히어로즈가 SK 와이번스를 저지하면서 LG의 4위가 본격적으로 확정되어 준플레이오프에서 NC 다이노스를 3승 1패로 누르고 넥센 히어로즈와 PO경기를 치르게 된다. 그렇게 플레이오프에 진출한 LG 트윈스는 정규시즌 2위인 넥센 히어로즈와 사상 최초의 엘넥라시코 경기를 펼쳤지만 시리즈 전적 1-3으로 패하면서 2014년 한국시리즈 진출에 실패하였다.

### 2016년
2016시즌을 앞두고, 팀의 주장인 이진영은 2차 드래프트에서 KT 위즈에 지명을 받아 KT 위즈로 이적하였다.
양상문 감독은 시즌 시작을 앞두고 리빌딩을 천명하면서, 팀의 색깔을 뛰는 야구로 바꾸겠다고 선언했다. 2015년 7월 정의윤, 신재웅, 신동훈을 SK 와이번스로 이직시키고, 임훈, 진해수, 여건욱을 받는 3:3 트레이드를 단행하고 FA 정상호를 영입하면서, 최승준이 SK로, 2차 드래프트를 통해 나성용이 삼성 라이온즈로 갔다.
팀의 애물단지였던 거포들을 차례로 보내고, 잠실야구장에 맞는 야구를 보여주겠다고 선언하면서, LG 트윈스는 2016년 4월 1일 한화 이글스와 개막 시리즈에서 경기를 하였다.
여기서 LG 트윈스는 두경기 연속 연장 끝내기 승이라는 KBO 최초의 기록을 세우고, 단독 1위로 오르지만, SK에게 시즌 첫 스윕패를 당하고 만다. 5월에는 잘했고 6~7월에 부진하다가 7월말부터 다시 잘하여서 4위와 반 게임차까지 좁혔다. 10월 3일 삼성 라이온즈를 상대로 승리한 LG는 포스트시즌 진출을 확정지었다. 이후 2016년 10월 10일부터 열린 와일드카드 결정전 1차전에서는 (투수 : 허프) KIA를 상대로 패배하였지만, 2차전에서 (투수 : 류제국) 김용의의 희생플라이로 1:0으로 승리하면서 준플레이오프에 올라갔다. 넥센과의 준플레이오프 1차전은 7대0으로 승리했다. 2차전은 밴헤켄에 막혀 1:5로 패배했다. 3차전은 허프의 호투와 유강남의 홈런을 앞세워 4:1로 승리했다. 4차전은 오지환의 4안타 활약에 힘입어 시리즈 전적 3:1로 플레이오프에 올라갔다. 플레이오프에 진출한 LG 트윈스는 정규시즌 2위인 NC 다이노스와 플레이오프를 치르게 되었다. 1차전 헨리 소사와 에릭 해커의 투수전으로 흘러갔고 7,8회의 루이스 히메네스와 정상호의 홈런으로 앞서 갔으나, 9회 임정우가 아웃카운트를 잡지 못하고 강판되었고, 김지용이 용덕한에게 끝내기 안타를 맞는 등 2:3으로 역전패하였다. 2차전에서도 데이비드 허프가 호투했으나 7회 박석민에게 2점홈런을 허용하였고, 팀 타선도 재크 스튜어트의 구위에 눌리며 0:2로 패했다. 3차전에서도 수차례 만루찬스를 놓치고 17개의 잔루로 고전했으나, 11회 나성범의 타구를 잡아낸 안익훈의 호수비, 양석환의 끝내기 안타로 3차전을 가져갔다. 4차전에서도 우규민이 호투했으나, 4회 에릭 테임즈에게 동점홈런을 맞았고, 7회에는 구원등판한 데이비드 허프가 박석민, 김성욱에게 각각 홈런을 맞고 말았다. 결국 4차전 3:8로 패하면서 한국시리즈 진출이 또 다시 좌절되었다.
시즌 종료 후, 12월 5일 우규민은 4년 65억원에 FA 계약을 체결하여 삼성 라이온즈로 이적하였고 12월 14일 차우찬을 영입했다(4년 95억).

### 2017년
2017년 구단 역사상 처음으로 개막 6연승을 달성했지만 6연승 이후 5연패를 달려 아쉬움을 남겼다. 최종적으로 6위를 기록하여 포스트시즌 진출에 실패하였고, 시즌 종료 후, 양상문이 단장으로 승격하고 그의 후임으로는 전 삼성 라이온즈 감독인 류중일이 제 17대 감독으로 선임되었다.
시즌 종료 후 4년 115억원으로 김현수와의 계약에 성공하였다.

### 2018년
8월까지 2-3위를 다툴 정도로 시즌 초반 선전하였지만 두산과의 나쁜 전적과 다른 경기들 때문에 9월부터 급 하락세를 타기 시작했고 결국 최종적으로 8위까지 추락하여 2년 연속으로 포스트시즌 진출에 실패하였다.

### 2020년
이 해에 LG 트윈스는 최종전까지도 꽤 선전한 경기를 했었고, 3위까지 올라갔다. 최종전에서 LG 트윈스는 이기거나 비기기만 하면 다른 경기 상관없이 3위를 유지할 수 있는 상태였다. 지면 무조건 4위로 떨어지기 때문이다. 일단 승리하면 안정적으로 3위로 올라갈 수 있는 상태였고, KT 위즈가 패하면 2위가 될수도 있었다. 하지만, 최종전에서 SK 와이번스에게 1점차로 패배하는 바람에 4위로 떨어졌다. 와일드카드 경기에서 키움 히어로즈를 4:3으로 이겨 2020년 KBO 포스트시즌에 직행했으나, 준플레이오프에서 두산 베어스에게 패배하였다.
시즌 후 류중일 감독은 계약 만료를 앞두고 사퇴했고, 류지현 수석코치가 후임 감독으로 승격했다.

### 2021년
LG 트윈스는 최종전을 앞두고 2020년때처럼 똑같이 3위를 유지했지만, 4위 두산 베어스와의 격차가 많이 났기 때문에 사실상 LG 트윈스는 안정적으로 2021년 KBO 포스트시즌 진출을 확정지었다. 하지만 최종전에서 롯데 자이언츠에게 2점차로 지는 바람에 그대로 3위에 머물러야 했다. 하지만, 2020년처럼 2021년 때에도 키움 히어로즈를 꺾은 두산 베어스를 만나 패배하였다. 2021년 시즌 종료 후, 삼성 라이온즈에서 활약한 박해민을 계약 기간 4년과 총액 60억원에 계약을 체결하여 영입하였다.

### 2022년
구단 정규리그 최다승 신기록으로 87승을 하여 2위로 플레이오프에 직행하였으나, 키움 히어로즈에게 1승 후 3연패로 리버스 스윕을 당해 한국시리즈 진출에 실패하였다. 이 여파로 류지현 감독은 계약 만료 후 재계약하지 못하고 염경엽에게 감독직을 넘겨야 했다.

### 2023년 - 29년 만에 이룬 한국시리즈 우승
플레이오프 리버스 스윕패의 여파로 LG 트윈스는 류지현 감독과 재계약하지 않고, 염경엽을 후임 감독으로 영입했다. 염경엽 감독이 부임하고 염경엽이 김성근의 아들인 김정준을 수석코치로 영입하면서 팬들 사이에서는 설왕설래가 오갔으나, 시즌 중간부터 치고 나가며 29년만에 정규리그 1위를 차지, 2002년 한국시리즈 준우승 이후 21년만에 한국시리즈 직행에 성공하였다. 이후 kt 위즈와 상대하여 전적 4승 1패로 kt 위즈를 제압, 29년 만에 팀 통산 3번째 한국시리즈 우승을 차지하며 고난의 시간을 청산했다.

### 2024년
페넌트레이스에서 3위를 기록했으며, 준플레이오프에서 kt wiz를 3승 2패로 이기고, 플레이오프에 진출하였고, 플레이오프에서 삼성 라이온즈를 상대로 1승 3패로 탈락하여 최종 순위 3위를 기록했다.

## 통산 기록
| 연도             | 팀명             | 순위              | 승   | 무  | 패   | 승률  | 포스트 시즌                                                                                     | 수상 선수           | 감독                       |
| ---------------- | ---------------- | ----------------- | ---- | --- | ---- | ----- | ----------------------------------------------------------------------------------------------- | ------------------- | -------------------------- |
| 1982             | MBC              | 전기 3위 후기 3위 | 46   | 0   | 34   | 0.575 |                                                                                                 |                     | 백인천                     |
| 1983             | MBC              | 전기 3위 후기 1위 | 55   | 2   | 43   | 0.561 | * 한국시리즈 : 해태 전 1무 4패                                                                  |                     | 백인천 유백만 김동엽       |
| 1984             | MBC              | 전기 3위 후기 3위 | 51   | 1   | 48   | 0.515 |                                                                                                 |                     | 어우홍                     |
| 1985             | MBC              | 전기 5위 후기 6위 | 44   | 1   | 65   | 0.404 |                                                                                                 |                     | 어우홍 김동엽              |
| 1986             | MBC              | 전기 4위 후기 3위 | 59   | 8   | 41   | 0.590 |                                                                                                 | 김건우 (신)         | 김동엽                     |
| 1987             | MBC              | 전기 5위 후기 4위 | 50   | 7   | 51   | 0.495 |                                                                                                 |                     | 김동엽 유백만              |
| 1988             | MBC              | 전기 7위 후기 6위 | 40   | 4   | 64   | 0.389 |                                                                                                 | 이용철 (신)         | 유백만                     |
| 1989             | MBC              | 6위               | 49   | 4   | 67   | 0.425 |                                                                                                 |                     | 배성서 백인천              |
| 1990             | LG               | 1위               | 71   | 0   | 49   | 0.592 | * 한국시리즈 : 삼성 전 4-0 승                                                                   | 김동수 (신)         | 백인천                     |
| 1991             | LG               | 6위               | 53   | 1   | 72   | 0.425 |                                                                                                 |                     | 백인천                     |
| 1992             | LG               | 7위               | 53   | 3   | 70   | 0.433 |                                                                                                 |                     | 이광환                     |
| 1993             | LG               | 4위               | 66   | 3   | 57   | 0.536 | * 준플레이오프 : OB 전 2-1 승 * 플레이오프 : 삼성 전 2-3 패                                     |                     | 이광환                     |
| 1994             | LG               | 1위               | 81   | 0   | 45   | 0.643 | * 한국시리즈 : 태평양 전 4-0 승                                                                 | 유지현 (신)         | 이광환                     |
| 1995             | LG               | 3위               | 74   | 4   | 48   | 0.603 | * 플레이오프 : 롯데 전 2-4 패                                                                   |                     | 이광환                     |
| 1996             | LG               | 7위               | 50   | 5   | 71   | 0.417 |                                                                                                 |                     | 이광환 천보성(대행)        |
| 1997             | LG               | 2위               | 73   | 2   | 51   | 0.587 | * 플레이오프 : 삼성 전 3-2 승 * 한국시리즈 : 해태 전 1-4 패                                     | 이병규 (신)         | 천보성                     |
| 1998             | LG               | 2위               | 63   | 1   | 62   | 0.504 | * 준플레이오프 : OB 전 2-0 승 * 플레이오프 : 삼성 전 3-1 승 * 한국시리즈 : 현대 전 2-4 패       |                     | 천보성                     |
| 1999             | LG               | 매직3위           | 61   | 1   | 70   | 0.466 |                                                                                                 |                     | 천보성                     |
| 2000             | LG               | 매직 1위          | 67   | 3   | 63   | 0.515 | * 플레이오프 : 두산 전 2-4 패                                                                   |                     | 이광은                     |
| 2001             | LG               | 6위               | 58   | 8   | 67   | 0.464 |                                                                                                 |                     | 이광은 김성근(대행)        |
| 2002             | LG               | 2위               | 66   | 6   | 61   | 0.520 | * 준플레이오프 : 현대 전 2-0 승 * 플레이오프 : KIA 전 3-2 승 * 한국시리즈 : 삼성 전 2-4 패      |                     | 김성근                     |
| 2003             | LG               | 6위               | 60   | 2   | 71   | 0.458 |                                                                                                 |                     | 이광환                     |
| 2004             | LG               | 6위               | 59   | 4   | 70   | 0.457 |                                                                                                 |                     | 이순철                     |
| 2005             | LG               | 6위               | 54   | 1   | 71   | 0.432 |                                                                                                 |                     | 이순철                     |
| 2006             | LG               | 8위               | 47   | 4   | 75   | 0.385 |                                                                                                 |                     | 이순철 양승호(대행)        |
| 2007             | LG               | 5위               | 58   | 6   | 62   | 0.483 |                                                                                                 |                     | 김재박                     |
| 2008             | LG               | 8위               | 46   | 0   | 80   | 0.365 |                                                                                                 |                     | 김재박                     |
| 2009             | LG               | 7위               | 54   | 4   | 75   | 0.406 |                                                                                                 |                     | 김재박                     |
| 2010             | LG               | 6위               | 57   | 5   | 71   | 0.429 |                                                                                                 |                     | 박종훈                     |
| 2011             | LG               | 6위               | 59   | 2   | 72   | 0.450 |                                                                                                 |                     | 박종훈                     |
| 2012             | LG               | 7위               | 57   | 4   | 72   | 0.442 |                                                                                                 |                     | 김기태                     |
| 2013             | LG               | 3위               | 74   | 0   | 54   | 0.578 | * 플레이오프 : 두산 전 1-3 패                                                                   |                     | 김기태                     |
| 2014             | LG               | 4위               | 62   | 2   | 64   | 0.492 | * 준플레이오프 : NC 전 3-1 승 * 플레이오프 : 넥센 전 1-3 패                                     |                     | 김기태 조계현(대행) 양상문 |
| 2015             | LG               | 9위               | 64   | 2   | 78   | 0.451 |                                                                                                 |                     | 양상문                     |
| 2016             | LG               | 4위               | 71   | 2   | 71   | 0.500 | * 와일드카드 결정전 : KIA 전 1-1 승 * 준플레이오프 : 넥센 전 3-1 승 * 플레이오프 : NC 전 1-3 패 |                     | 양상문                     |
| 2017             | LG               | 6위               | 69   | 3   | 72   | 0.489 |                                                                                                 |                     | 양상문                     |
| 2018             | LG               | 8위               | 68   | 1   | 75   | 0.476 |                                                                                                 |                     | 류중일                     |
| 2019             | LG               | 4위               | 79   | 1   | 64   | 0.552 | * 와일드카드 결정전 : NC 전 1-0 승 *준플레이오프 : 키움 전 1-3 패                               | 정우영 (신)         | 류중일                     |
| 2020             | LG               | 4위               | 79   | 4   | 61   | 0.564 | * 와일드카드 결정전 : 키움 전 1-0 승 *준플레이오프 : 두산 전 0-2 패                             |                     | 류중일                     |
| 2021             | LG               | 4위               | 72   | 14  | 58   | 0.554 | *준플레이오프 : 두산 전 1-2 패                                                                  |                     | 류지현                     |
| 2022             | LG               | 3위               | 87   | 2   | 55   | 0.613 | *플레이오프 : 키움 전 1-3 패                                                                    |                     | 류지현                     |
| 2023             | LG               | 1위               | 86   | 2   | 56   | 0.606 | * 한국시리즈 : kt 전 4-1 승                                                                     | 오지환              | 염경엽                     |
| 2024             | LG               | 3위               | 76   | 2   | 66   | 0.535 | *준플레이오프 : kt 전 3-2 승 *플레이오프 : 삼성 전 3-2 패                                       | 임찬규              | 염경엽                     |
| LG 트윈스 43시즌 | LG 트윈스 43시즌 | LG 트윈스 43시즌  | 2668 | 131 | 2692 | 0.498 | 한국시리즈 우승 3회                                                                             | 한국시리즈 우승 3회 | 한국시리즈 우승 3회        |

## 한국시리즈
| #                                         | 연도   | 감독   | 상대 팀       | 경기 결과        | 우승 횟수 | 시리즈 MVP      | 주석 및 기타 |
| ----------------------------------------- | ------ | ------ | ------------- | ---------------- | --------- | --------------- | ------------ |
| 1                                         | 1983년 | 김동엽 | 해태 타이거즈 | 1무 4패 (XXX△X)  |           |                 |              |
| 2                                         | 1990년 | 백인천 | 삼성 라이온즈 | 4승 (OOOO)       | V1        | 김용수 (투수)   | LG로 첫 우승 |
| 3                                         | 1994년 | 이광환 | 태평양 돌핀스 | 4승 (OOOO)       | V2        | 김용수 (투수)   |              |
| 4                                         | 1997년 | 천보성 | 해태 타이거즈 | 1승 4패 (XOXXX)  |           |                 |              |
| 5                                         | 1998년 | 천보성 | 현대 유니콘스 | 2승 4패 (XXOXOX) |           |                 |              |
| 6                                         | 2002년 | 김성근 | 삼성 라이온즈 | 2승 4패 (XOXXOX) |           |                 |              |
| 7                                         | 2023년 | 염경엽 | KT 위즈       | 4승 1패 (XOOOO)  | V3        | 오지환 (내야수) |              |
| 한국시리즈 총 3회 우승 (MBC 0회 / LG 3회) |        |        |               |                  |           |                 |              |

## 선수단

### 역대 감독
LG 트윈스(당시 MBC 청룡)의 창단 감독은 백인천이었으며, 현 감독은 19대인 염경엽이다.

### 역대 선발진

#### 1군
| 연도 | 1선발  | 2선발    | 3선발  | 4선발    | 5선발    |
| ---- | ------ | -------- | ------ | -------- | -------- |
| 1990 | 김태원 | 김용수   | 문병권 | 이국성   | 최일언   |
| 1991 | 김용수 | 김기범   | 정삼흠 | 김태원   | 문병권   |
| 1992 | 김기범 | 김태원   | 정삼흠 | 문병권   | 김기덕   |
| 1993 | 김태원 | 김기범   | 정삼흠 | 이상훈   | 차명석   |
| 1994 | 김태원 | 이상훈   | 정삼흠 | 인현배   | 김기범   |
| 1995 | 이상훈 | 김기범   | 박철홍 | 정삼흠   | 김태원   |
| 1996 | 김태원 | 박철홍   | 정삼흠 | 김기범   | 김도완   |
| 1997 | 전승남 | 임선동   | 최향남 | 김용수   | 손혁     |
| 1998 | 김용수 | 최향남   | 손혁   | 전승남   | 임선동   |
| 1999 | 손혁   | 최향남   | 심재학 | 김상태   | 안병원   |
| 2000 | 해리거 | 경헌호   | 김용수 | 안병원   | 최원호   |
| 2001 | 해리거 | 발데스   | 린튼   | 이동현   | 안병원   |
| 2002 | 김민기 | 만자니오 | 최원호 | 최향남   | 케펜     |
| 2003 | 이승호 | 김광삼   | 최원호 | 이병석   | 김광수   |
| 2004 | 이승호 | 장문석   | 김광삼 | 최원호   | 쿠퍼     |
| 2005 | 최원호 | 김광삼   | 왈론드 | 이승호   | 진필중   |
| 2006 | 정재복 | 최원호   | 심수창 | 이승호   | 최상덕   |
| 2007 | 박명환 | 옥스프링 | 최원호 | 봉중근   | 하리칼라 |
| 2008 | 봉중근 | 옥스프링 | 심수창 | 최원호   | 브라운   |
| 2009 | 봉중근 | 심수창   | 최원호 | 정재복   | 김광수   |
| 2010 | 봉중근 | 김광삼   | 박명환 | 곤잘레스 | 더마트레 |
| 2011 | 주키치 | 리즈     | 박현준 | 심수창   | 김광삼   |
| 2012 | 주키치 | 리즈     | 신재웅 | 김광삼   | 이승우   |
| 2013 | 리즈   | 우규민   | 류제국 | 신정락   | 주키치   |
| 2014 | 리오단 | 우규민   | 류제국 | 티포드   | 신정락   |
| 2015 | 우규민 | 소사     | 루카스 | 류제국   | 장진용   |
| 2016 | 류제국 | 소사     | 우규민 | 이준형   | 코프랜드 |
| 2017 | 차우찬 | 허프     | 소사   | 임찬규   | 류제국   |
| 2018 | 윌슨   | 소사     | 차우찬 | 임찬규   | 김대현   |
| 2019 | 켈리   | 윌슨     | 차우찬 | 류제국   | 배재준   |
| 2020 | 켈리   | 정찬헌   | 임찬규 | 이민호   | 윌슨     |
| 2021 | 켈리   | 수아레즈 | 이민호 | 임찬규   | 정찬헌   |
| 2022 | 켈리   | 플럿코   | 김윤식 | 임찬규   | 이민호   |
| 2023 | 플럿코 | 켈리     | 임찬규 | 김윤식   | 이지강   |
| 2024 | 임찬규 | 엔스     | 손주영 | 최원태   | 켈리     |

#### 2군
| 연도 | 1선발  | 2선발  | 3선발  | 4선발  | 5선발  |
| ---- | ------ | ------ | ------ | ------ | ------ |
| 1990 | 김종철 | 김덕근 | 한명수 | 김신부 | 김성준 |
| 1991 | 김종철 | 오종우 | 이병석 | 김기덕 | 김성준 |
| 1992 | 김성식 | 이용철 | 오종우 | 정성주 | 김덕근 |
| 1993 | 김성식 | 정성주 | 조한철 | 전일수 | 김유진 |
| 1994 | 이병석 | 오희주 | 김유진 | 노종우 | 박철홍 |
| 1995 | 김기덕 | 차명석 | 노종우 | 최승민 | 전일수 |
| 1996 | 김기덕 | 신윤호 | 김유진 | 최승민 | 송기훈 |
| 1997 | 김혁섭 | 김민기 | 인현배 | 김정훈 | 신영균 |
| 1998 | 신영균 | 김덕환 | 김태원 | 김혁섭 | 이정길 |
| 1999 | 인현배 | 이정길 | 신윤호 | 이승호 | 방동민 |
| 2000 | 박철홍 | 김광수 | 김광삼 | 박재형 | 인현배 |
| 2001 | 차명석 | 방동민 | 유현승 | 류택현 | 김경태 |
| 2002 | 방동민 | 김광우 | 김동호 | 이용호 | 서승화 |
| 2003 | 성영재 | 박용진 | 장준관 | 박만채 | 안병원 |
| 2004 | 김광수 | 장준관 | 박만채 | 이경민 | 심수창 |
| 2005 | 신재웅 | 서승화 | 김광우 | 박만채 | 이원식 |
| 2006 | 김회권 | 윤동건 | 신창호 | 박만채 | 장준관 |
| 2007 | 신창호 | 김광삼 | 원종현 | 박영주 | 윤동건 |
| 2008 | 장진용 | 이승호 | 윤동건 | 김광수 | 윤성길 |
| 2009 | 배우열 | 이승우 | 박명환 | 한희   | 변시영 |
| 2010 | 이범준 | 한희   | 배우열 | 심수창 | 서승화 |
| 2011 | 이대진 | 이범준 | 장진용 | 양승진 | 이승현 |
| 2012 | 신정락 | 임찬규 | 임정우 | 이희성 | 송윤준 |
| 2013 | 송윤준 | 임찬규 | 이형종 | 조근종 | 배민관 |
| 2014 | 장진용 | 최인영 | 임정우 | 유경국 | 김효남 |
| 2015 | 전인환 | 김광삼 | 이준형 | 정다흰 | 임지섭 |
| 2016 | 장진용 | 김광삼 | 배민관 | 이우찬 | 임찬규 |
| 2017 | 배민관 | 손주영 | 천원석 | 유경국 | 배재준 |
| 2018 | 배재준 | 손주영 | 이강욱 | 백남원 | 여건욱 |
| 2019 | 김태형 | 이상영 | 오석주 | 이강욱 | 정용운 |
| 2020 | 이우찬 | 성재헌 | 이상영 | 임준형 | 오석주 |
| 2021 | 손주영 | 임준형 | 이상영 | 배재준 | 이우찬 |
| 2022 | 이지강 | 배재준 | 김영준 | 한선태 | 강효종 |
| 2023 | 이상영 | 손주영 | 김영준 | 강효종 | 조원태 |
| 2024 | 김주온 | 이믿음 | 김진수 | 강효종 | 조건희 |

### 역대 마무리

#### 1군
| 1990   | 1991   | 1992     | 1993   | 1994   | 1995   |
| ------ | ------ | -------- | ------ | ------ | ------ |
| 정삼흠 | 김성식 | 차동철   | 김용수 | 김용수 | 김용수 |
| 1996   | 1997   | 1998     | 1999   | 2000   | 2001   |
| 김용수 | 이상훈 | 앤더슨   | 김용수 | 장문석 | 신윤호 |
| 2002   | 2003   | 2004     | 2005   | 2006   | 2007   |
| 이상훈 | 이상훈 | 진필중   | 신윤호 | 우규민 | 우규민 |
| 2008   | 2009   | 2010     | 2011   | 2012   | 2013   |
| 우규민 | 이재영 | 오카모토 | 임찬규 | 봉중근 | 봉중근 |
| 2014   | 2015   | 2016     | 2017   | 2018   | 2019   |
| 봉중근 | 봉중근 | 임정우   | 정찬헌 | 정찬헌 | 고우석 |
| 2020   | 2021   | 2022     | 2023   | 2024   | 2025   |
| 고우석 | 고우석 | 고우석   | 고우석 | 유영찬 |        |

#### 2군
| 1990   | 1991   | 1992   | 1993   | 1994   | 1995   |
| ------ | ------ | ------ | ------ | ------ | ------ |
| 박승암 | 최우석 | 차명석 | 이병석 | 최승민 | 신윤호 |
| 1996   | 1997   | 1998   | 1999   | 2000   | 2001   |
| 박창현 | 이병석 | 김동호 | 송호영 | 장준관 | 박철홍 |
| 2002   | 2003   | 2004   | 2005   | 2006   | 2007   |
| 유현승 | 김광우 | 박용진 | 김장준 | 강상수 | 최종인 |
| 2008   | 2009   | 2010   | 2011   | 2012   | 2013   |
| 김민기 | 김민기 | 김지용 | 유경국 | 김기표 | 이성진 |
| 2014   | 2015   | 2016   | 2017   | 2018   | 2019   |
| 최동환 | 최동환 | 김지용 | 고우석 | 배민관 | 김정후 |
| 2020   | 2021   | 2022   | 2023   | 2024   | 2025   |
| 조용근 | 백승현 | 백승현 | 성동현 | 정지헌 |        |

## 한국 프로 야구상 수상자
LG 트윈스에서는 한국 프로 야구 최우수 선수 수상자가 아직 한 명도 나오지 않았다.

## 1차 지명 지역 연고
- 서울특별시
  - 경기고등학교
  - 경동고등학교
  - 덕수고등학교
  - 배명고등학교
  - 배재고등학교
  - 서울고등학교
  - 서울디자인고등학교
  - 선린인터넷고등학교
  - 성남고등학교
  - 신일고등학교
  - 장충고등학교
  - 중앙고등학교
  - 청원고등학교
  - 충암고등학교
  - 휘문고등학교
- 제주시
  - 제주고등학교

## 역대 2차 드래프트 지명
2차 드래프트는 한국 야구 위원회에서 2년마다 11월 말에 개최되며, 타 팀에서 FA 신청선수를 제외한 35명의 보호선수에서 제외된 선수를 지명할 수 있다.
| 연도 | 1라운드                        | 2라운드                        | 3라운드                      |
| ---- | ------------------------------ | ------------------------------ | ---------------------------- |
| 2012 | 김일경 (키움 히어로즈, 내야수) | 윤정우 (KIA 타이거즈, 외야수)  | 최동수 (SK 와이번스, 내야수) |
| 2014 | 임재철 (두산 베어스, 외야수)   | 이창호 (NC 다이노스, 투수)     | 정혁진 (두산 베어스, 투수)   |
| 2016 | 김태형 (키움 히어로즈, 투수)   | 윤대영 (NC 다이노스, 내야수)   | 윤여운 (KT 위즈, 포수)       |
| 2018 | 이진석 (SK 와이번스, 외야수)   | 장시윤 (키움 히어로즈, 내야수) | 신민재 (두산 베어스, 내야수) |
| 2020 | 백청훈 (SK 와이번스, 투수)     | 정근우 (한화 이글스, 내야수)   | 김대유 (KT 위즈, 투수)       |
| 2024 | 빈칸                           | 빈칸                           | 이종준 (NC 다이노스, 내야수) |

## 응원단
- 아나운서 : 황건하
- 응원단장 : 이윤승
- 치어리더 팀장 : 차영현
- 치어리더 : 유세리, 최석화, 심송연, 차영현, 김도희, 원민주, 김이서, 이주은
- 마스코트 : 럭키, 스타, 잔망루피

## 같이 보기
- LG스포츠
- KBO리그
- 프로스펙스
- KBO 퓨처스리그
- 엘롯라시코